# Diskontering

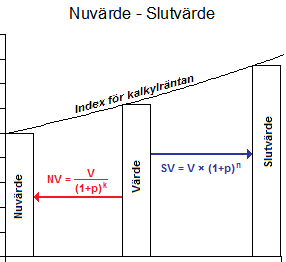
Diskontering med hänsyn till kalkylräntan.

Diskontering innebär att ett värde omräknas bakåt i tiden med hänsyn till en given räntesats. Om aktier brukar man exempelvis säga att framtida händelser (god orderutveckling, stigande marknadsräntor, förbättrad vinstmarginal etc) kan vara diskonterat i kurserna. Det innebär att marknadsaktörerna i prissättningen av aktien redan räknat in sådant som man tror eller vet kommer att inträffa i framtiden. Begreppet är helt grundläggande för investeringskalkylering över lag.
Motsatsen, att räkna om ett värde framåt i tiden, har tidigare kallats kapitalisering, men det vanligaste uttrycket idag är diskontering framåt eller endast diskontering. Begreppet innebär i princip att göra en ränta-på-ränta-beräkning av ett värde fram till en given tidpunkt.